# Таслим, Джо
Джо Таслим (англ. Joe Taslim; род. 23 июня 1981, Палембанг) — индонезийский дзюдоист и актёр. Больше всего известен ролями Саб-Зиро в фильме Мортал Комбат (2021) и сержанта Джака в фильме «Рейд». Также сыграл одну из второстепенных ролей в «Форсаже 6».

## Биография
Джо Таслим родился 23 июня 1981 года в Палембанге, Индонезия. В подростковом возрасте стал заниматься восточными единоборствами: ушу, дзюдо, таэквондо. Но больше всего его привлекло дзюдо, и со временем стал одним из самых известных дзюдоистов страны. Стал обладателем золотой медали на Чемпионате Юго-Восточной Азии по дзюдо в 1999 году в Сингапуре, серебряной медали Игр Юго-Восточной Азии в 2007 году, и завоевал ряд золотых медалей на национальных чемпионатах по дзюдо. Таслим был членом национальной команды Индонезии по дзюдо с 1997 по 2009 годы, после чего получил травму, которая заставила его завершить спортивную карьеру.
Помимо профессиональных занятий спортом, Джо Таслим с успехом делает карьеру как модель и актёр. В кино с 2008 года. В 2010 году получил роль в фильме Рейд, который вышел в 2011 году и получил несколько наград. В июле 2012 года стало известно, что Таслим прошёл кастинг на роль злодея — одного из противников главных героев — в новом фильме «Форсаж 6», который выпущен на экраны кинотеатров в 2013 году. В июле 2019 года стало известно, что Джо Таслим сыграет Саб-Зиро в очередной киноадаптации популярного игрового файтинга Mortal Kombat.

## Фильмография
| Год       |   | Русское название        | Оригинальное название   | Роль                 |
| --------- | - | ----------------------- | ----------------------- | -------------------- |
| 2008      | ф | Карма                   | Karma                   | Арманд Гуан          |
| 2009      | ф | Аромат                  | Rasa                    | безымянная роль      |
| 2011      | ф | Рейд                    | The Raid: Redemption    | сержант Джака        |
| 2012      | ф | Подземелье мёртвых      | Dead Mine               | Джоко                |
| 2013      | ф | Форсаж 6                | Fast & Furious 6        | Джа                  |
| 2013      | ф | Не грусти               | La tahzan               | Ямада                |
| 2016      | ф | Стартрек: Бесконечность | Star Trek Beyond        | Манас                |
| 2017      | ф | Маленькое письмо богу   | Surat Kecil Untuk Tuhan | доктор Мартин        |
| 2018      | ф | Ночь идёт за нами       | The Night Comes for Us  | Ито                  |
| 2019—2020 | с | Воин                    | Warrior                 | Ли Йонг              |
| 2020      | ф | Мастер меча             | The Swordsman           | Гурутай              |
| 2021      | ф | Мортал Комбат           | Mortal Kombat           | Саб-Зиро / Би-Хань   |
| 2025      | ф | Мортал Комбат 2         | Mortal Kombat II        | Нуб Сайбот / Би-Хань |

1. 1 2  https://www.imdb.com/name/nm3029144/bio
2. ↑  M. Berlian. DA MAN Exclusive Fashion Feature: Joe Taslim of “The Raid”. DA MAN (15 января 2012). Дата обращения: 14 января 2013. Архивировано 28 января 2013 года.